# Вагашен
Вагашен (вірм. Վաղաշեն) — село в марзі Гегаркунік, на сході Вірменії. Село розташоване за 2 км на схід від міста Мартуні та за 2 км на північний захід від села Астхадзор. В селі є дві церкви 16 століття та руїни давньої фортеці.